# リチャード・ヘルムズ
リチャード・マクギャラ・ヘルムズ（Richard McGarrah Helms, 1913年3月30日 - 2002年10月23日）は、アメリカ合衆国の政治家。1966年6月から1973年2月まで中央情報長官（CIA長官）を務めた。MKウルトラ計画関連文書の破棄を命じたことでも有名。